# La mano nella mano/Calda estate
La mano nella mano/Calda estate è il sesto e ultimo singolo discografico di Plinio Maggi pubblicato in Italia nel 1967.

## Descrizione
Entrambi i brani sono opera dello stesso interprete; il primo venne anche presentato nel programma televisivo Settevoci nella puntata di domenica 20 ottobre 1968; dopo questo ultimo disco Maggi si dedicò esclusivamente alla scrittura di brani per altri.

## Tracce
Lato A
1. La mano nella mano (Plinio Maggi)

Lato B
1. Calda estate (Plinio Maggi)